# Barbara Zgryzek
Barbara Zgryzek, z domu Ledwoń, (ur. 29 października 1949 w Grabowie nad Prosną, zm. 19 września 2005) – polska bibliotekarka, wieloletni pracownik Biblioteki Śląskiej w Katowicach, odznaczona Złotym Krzyżem Zasługi przez premiera i dyplomem Ministra Kultury i Sztuki.

## Życiorys
W 1967 ukończyła I Liceum Ogólnokształcące im. Aleksandra Zawadzkiego w Dąbrowie Górniczej. Absolwentka polonistyki na Wydziale Humanistycznym Uniwersytetu Śląskiego w Katowicach (1977) oraz Studium Podyplomowego Bibliotekoznawstwa i Informacji Naukowej Uniwersytetu Wrocławskiego (1979-1980).
Od 1976 pracownik Biblioteki Śląskiej w Katowicach. W latach 1980–1982 kierownik Działu Zbiorów Mikrofilmowych, od 1991 do śmierci kierownik Działu Gromadzenia i Opracowania Zbiorów.
Zmarła 19 września 2005. Pochowana na cmentarzu w Dąbrowie Górniczej - Ząbkowicach.

## Publikacje[4]
1. Judaika w zbiorach Biblioteki Śląskiej : bibliografia. Katowice 1994 (we współpracy z Joanną Pracką).
2. Wydawnictwa niezależne 1976-1989 w zbiorach Biblioteki Śląskiej. Katowice 1994  (we współpracy z Joanną Pracką).
3. Wydawnictwa niezależne w zbiorach Biblioteki Śląskiej, Cz. 1, Wyd. 2 popr. i uzup. Katowice 1996 (we współpracy z Joanną Pracką).
4. Judaika w zbiorach Biblioteki Śląskiej : bibliografia. Katowice 2000 (we współpracy z Joanną Pracką).
5. Księgozbiór Kazimierza Smogorzewskiego w zbiorach Biblioteki Śląskiej : katalog. T. 1-2. Katowice 2002 (we współpracy z Joanną Pracką).
6. Druki polskie z oficyny Kornów i Zygmunta Schlettera we Wrocławiu w zbiorach Biblioteki Śląskiej. Katowice 2003.